# Terralonus fraternus
Terralonus fraternus là một loài nhện trong họ Salticidae.
Loài này thuộc chi Terralonus. Terralonus fraternus được Richard C. Banks miêu tả năm 1932.